# Stephen Mix Mitchell

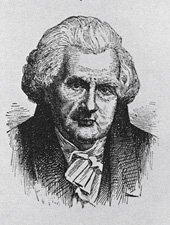
Stephen Mix Mitchell

Stephen Mix Mitchell (* 9. Dezember 1743 in Wethersfield, Colony of Connecticut; † 30. September 1835 ebenda) war ein US-amerikanischer Politiker und Jurist.
Mitchell besuchte das Yale College, wo er 1763 graduierte. Von 1766 bis 1769 war er dort selbst als Dozent tätig. Nach seinem Abschluss in Jura wurde er 1770 in die Anwaltskammer aufgenommen und arbeitete als Jurist in Newton. 1772 kehrte er in seine Geburtsstadt zurück.
Politisch betätigte er sich ab 1778, als er Mitglied der Staatslegislative von Connecticut wurde, der er bis 1784 angehörte. In der Folge war er bis 1793 mit der Ausnahme des Jahres 1786 im State council tätig. 1779 übernahm er zudem das Amt eines beigeordneten Richters am Gericht von Hartford County; ab 1790 und 1793 hatte er dessen Vorsitz inne.
1785 wurde Mitchell in den Kontinentalkongress berufen, in dem er bis 1788 verblieb; im selben Jahr gehörte er dem Staatskonvent an, der die Verfassung der Vereinigten Staaten ratifizierte. Als Roger Sherman, US-Senator für Connecticut, im Juli 1793 starb, wurde Mitchell von Gouverneur Samuel Huntington als dessen Nachfolger nominiert. Er war Senator vom 2. Dezember 1793 bis zum 3. März 1795 und zählte zur Pro-Administration-Fraktion, die die Politik von George Washington und Alexander Hamilton unterstützte. Um eine Wiederwahl bemühte er sich nicht, weil er nach Connecticut heimkehrte und dort einen Sitz am Supreme Court einnahm. Dessen Chief Justice war er von 1807 bis zu seinem Ruhestand 1814.
Im Jahr 1800 war er noch einmal politisch aktiv, als die Föderalistische Partei ihn ins Electoral College berief, dessen Mehrheit jedoch Thomas Jefferson von der Demokratisch-Republikanischen Partei zum neuen US-Präsidenten wählte. 1818 war er schließlich Mitglied der Verfassungskonvents von Connecticut.